# Château de Pena de Aguiar
Le château de Pena de Aguiar  est une anciennezfortification militaire située dans la freguesia de Telões (pt), sur le territoire de la municipalité de Vila Pouca de Aguiar (district de Vila Real, Portugal),.
Situé en position dominante sur un rocher granitique, sur le flanc oriental de la chaîne de montagnes d'Alvão, il est lié à la reconquête chrétienne de la péninsule Ibérique et constituait la capitale des terres d'Aguiar à l'époque médiévale. Dans ce contexte, la défense assurée par le château était complétée par des tours de guet, notamment celles de Capeludos, Rebordochão et Portela de Santa Eulália, qui faisait alors partie du district de Vila Pouca de Aguiar. Il est classé Monument national depuis 1982.

## Historique
Selon les recherches archéologiques modernes, la première occupation humaine de cette région remonte à la Préhistoire. À l'époque de la conquête romaine de la péninsule Ibérique, les conquérants furent attirés par la présence de minerai d'or, d'argent et de plomb. Ils furent ensuite remplacés par les Wisigoths et les musulmans, ces derniers à partir du VIIIe siècle.

### Le château médiéval
Le château était le chef-lieu du territoire d'Aguiar, devenu plus tard la municipalité de Vila Pouca de Aguiar. Son nom est lié à l'indépendance du Portugal. On pense que son « tenens » était un partisan d'Alphonse Ier (1112-1185), selon une référence dans l'hagiographie médiévale de Sénorine de Basto. Pour cette raison, la région fut envahie et le château d'Aguiar assiégé par une force léonienne qui cherchait à le soumettre au Royaume de León ou, à défaut, à le capturer et à le remplacer. À cette époque, Gonçalo Mendes de Sousa (pt), seigneur des domaines des terres d'Aguiar et de Panóias, compagnon d'armes d'Alphonse Ier, accourut au secours des habitants du château.

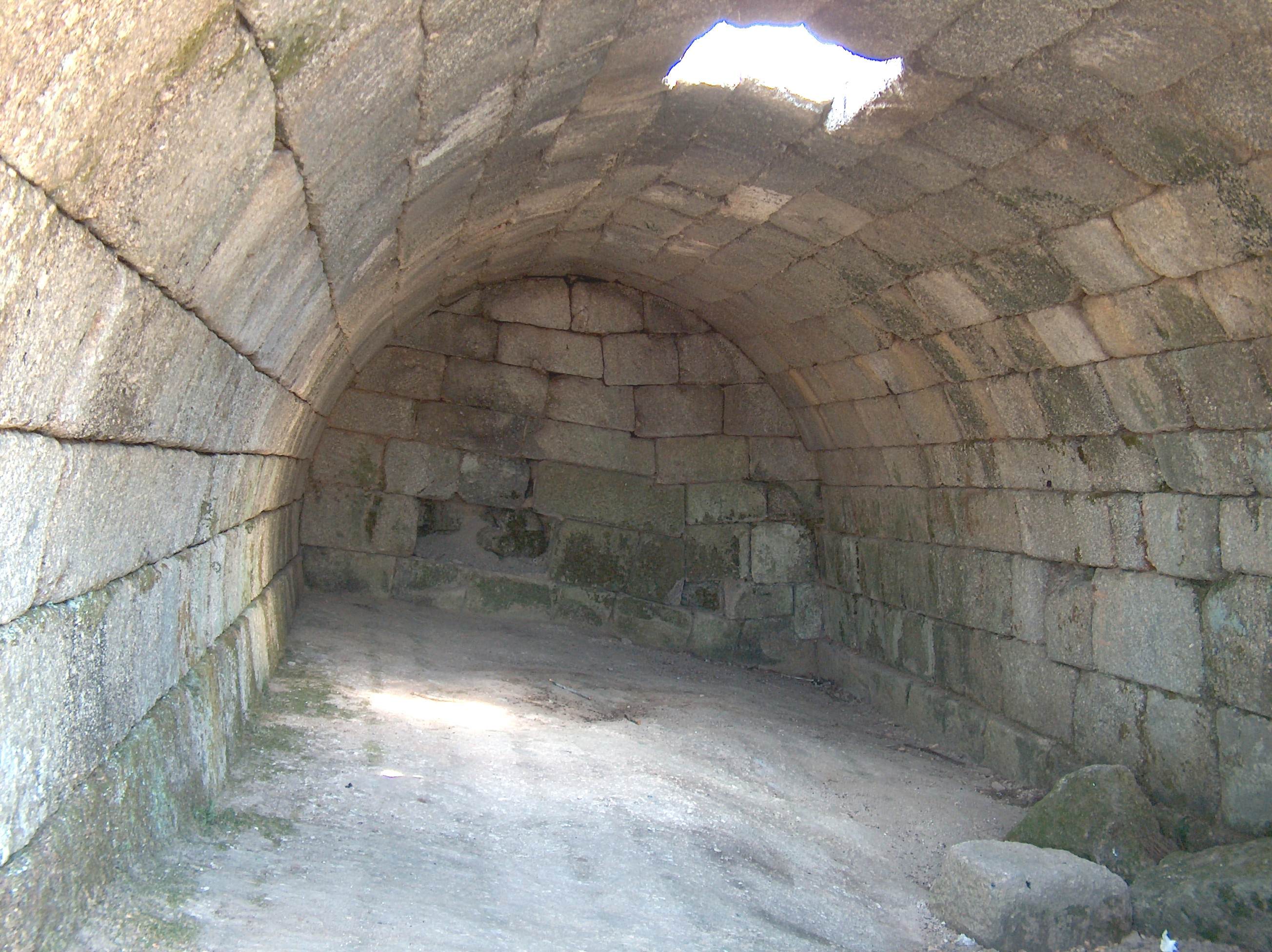

Plus tard, sous le règne d'Alphonse III (1248-1279), Telões reçut sa Carta de Foral (10 juillet 1255). Durant cette période, on considère que la fortification commença à perdre de son importance, car à partir de 1258, la population commença progressivement à se libérer du fardeau de cette défense.
Le château subit plusieurs modifications à la fin du XIVe siècle. Au tournant du XVIe siècle, la ville perdit son importance administrative, car elle fut incluse dans la charte accordée à Aguiar da Pena en 1515. À partir de ce moment-là, les informations sur le château ont cessé, et on pense qu'il a cessé d'être utilisé à des fins militaires à partir du XVIIe siècle.

### DuXXesiècleà nos jours

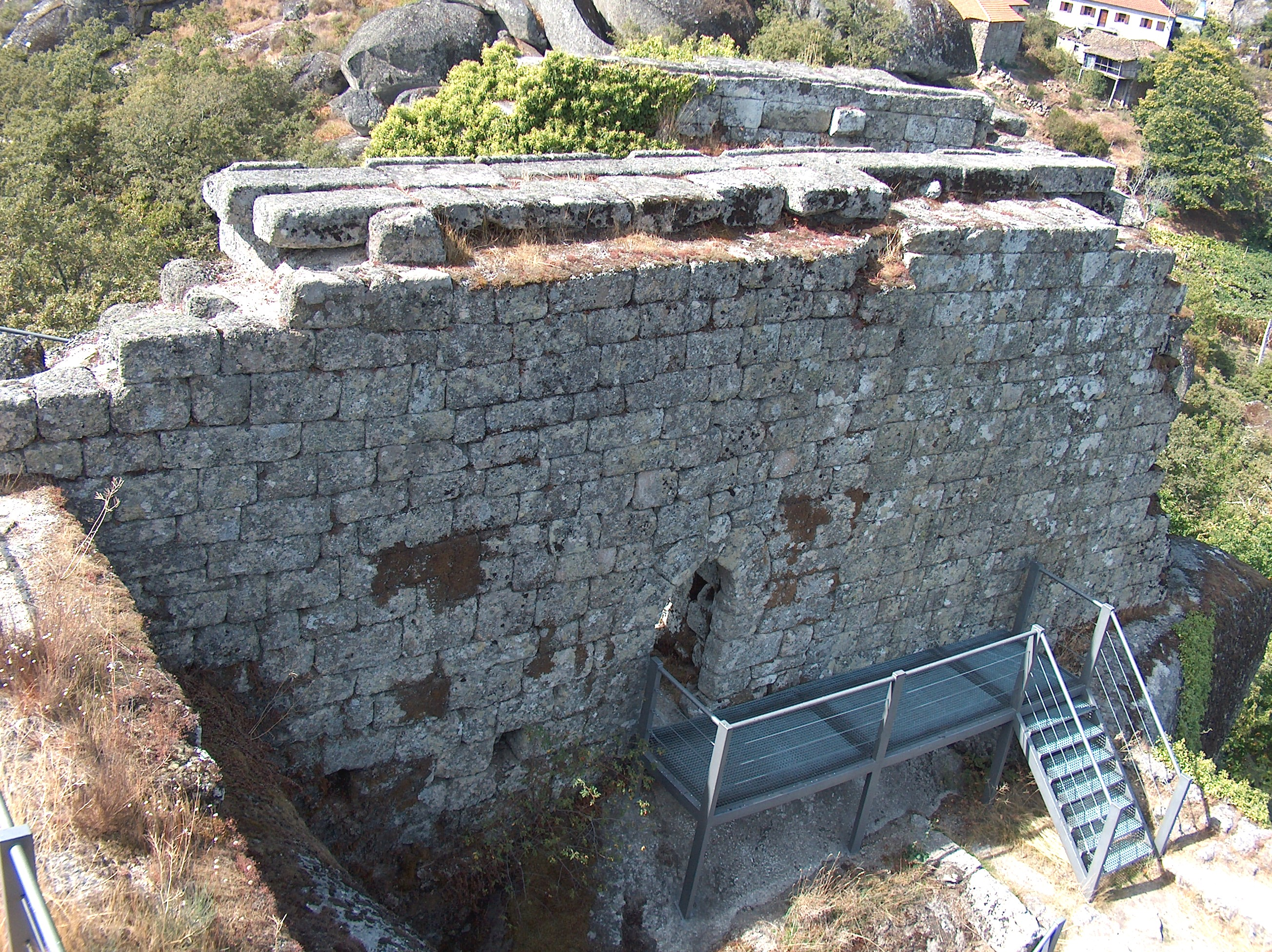

Récemment, après avoir subi une première étape de travaux d'amélioration (éclairage des environs, construction de toilettes d'appui et d'un parking), réalisés par l'Institut Portugais du Patrimoine Architectural (IPPAR), la zone entourant le château a été rouverte (21 juillet 2001), dans le but de promouvoir le tourisme historique dans la région.
Parallèlement, la Mairie a acquis et restauré une maison en ruine pour y installer un centre d'interprétation, où des informations relatives au château et à son histoire seront mises à la disposition des visiteurs.
Dans une deuxième phase, des travaux de consolidation et de restauration ont été réalisés sur le site du château, notamment les murailles menacées d'effondrement, la clôture des zones les plus dangereuses à l'intérieur des remparts et la construction de passages métalliques de sécurité.

## Caractéristiques
Les vestiges du complexe révèlent qu'il s'agissait d'un ancien château rupestre (Castelo roqueiro (pt)) de style roman, dominé par deux tours : l'une au nord, de plan rectangulaire, reliée par une courtine semi-circulaire à l'autre, au sud-est. Cette seconde tour, aux cinq faces irrégulières, dans le mur ouest, avec une porte donnant sur la barbacane, dont les murs sont adossés à de gros rochers. Une seconde ouverture, dans le mur nord, donne accès à une petite place d'armes, délimitée par les deux tours.

## Galerie

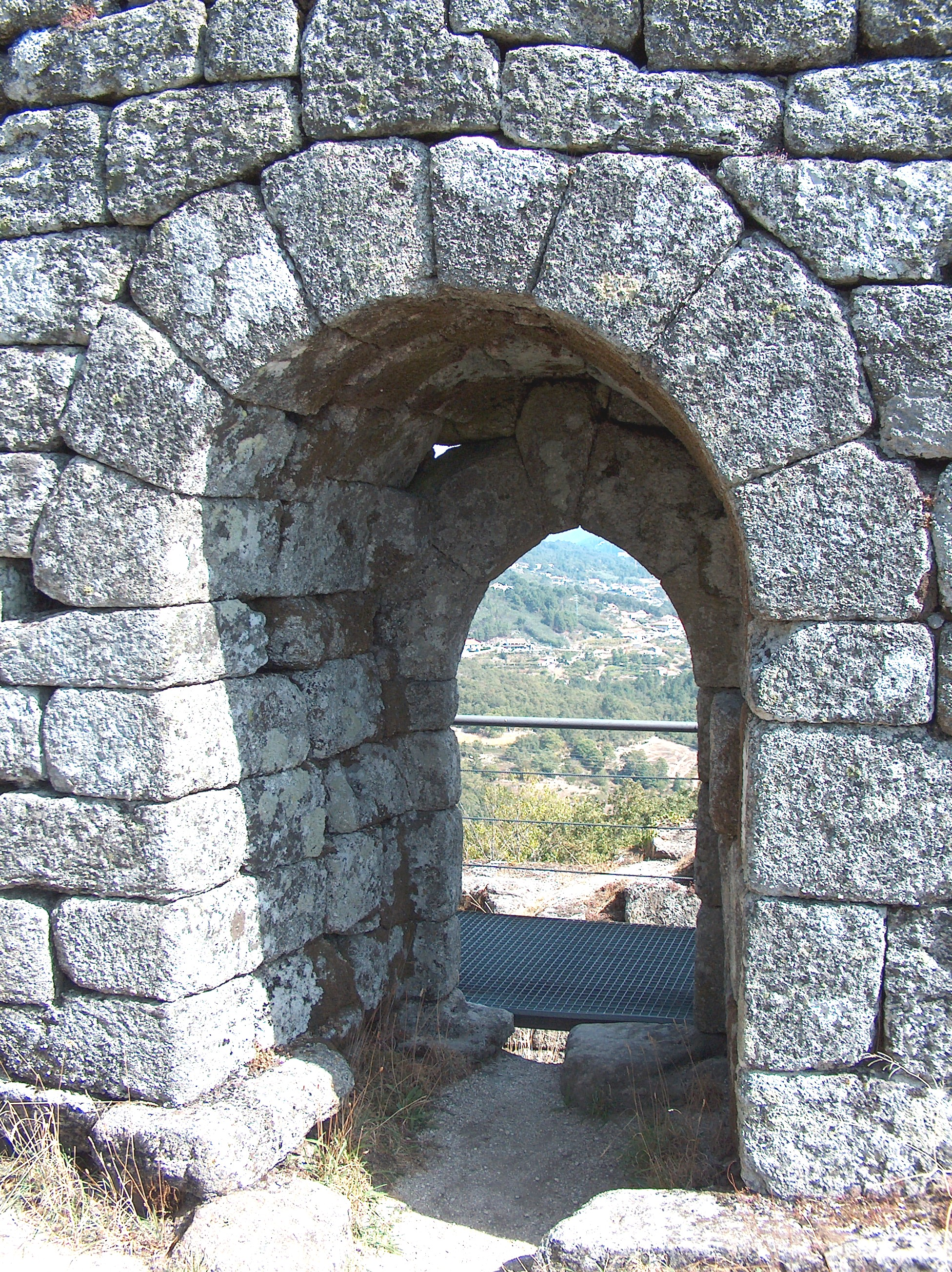
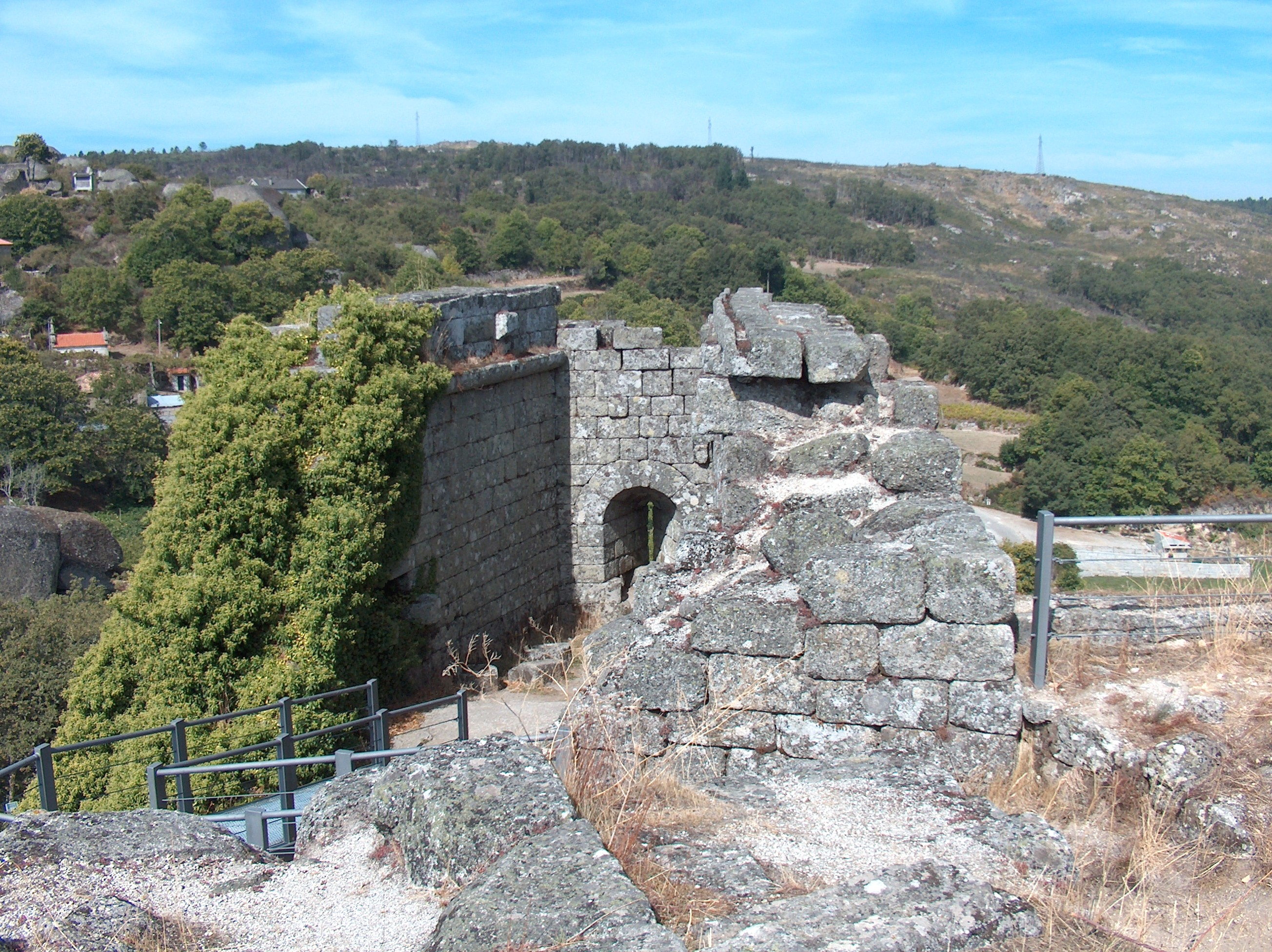